# Harold Frederic
Harold Henry Frederic (ur. 19 sierpnia 1856 w Utica, zm. 19 października 1898) – amerykański dziennikarz i powieściopisarz.

## Życiorys
Frederic urodził się w miejscowości Utica w stanie Nowy Jork. Został wychowany w rodzinie prezbiteriańskiej. Gdy Harold miał 18 miesięcy, jego ojciec zginął w katastrofie kolejowej. Potem był wychowywany przez matkę. Ukończył szkołę w wieku 15 lat i zaczął szkolić się na fotografa. Przez cztery lata zajmował się fotografią artystyczną i retuszem zdjęć. Pracował wtedy w swoim rodzinnym mieście, następnie w Bostonie. W 1875 podjął pracę w miejscowych gazetach „Utica Herald” i „Utica Daily Observer”. Frederic został następnie reporterem, a w 1882 został redaktorem w „Albany Evening Journal”.
Dwa lata później przybył do Londynu jako korespondent pracujący dla „New York Timesa” i wkrótce zdobył uznanie, zarówno pisząc znakomite artykuły, jak i przeprowadzając świetne wywiady. Napisał kilka opowiadań, ale nie były popularne. Było tak aż do publikacji Illumination, dla Amerykanów lepiej znana jako The Damnation of Theron Ware (1896). Kontynuacją tej książki była wydana w 1898 Gloria Mundi. Jonathan Yardley, amerykański krytyk literacki, nazwał Damnation „drugorzędnym klasykiem realizmu”.
Harold poślubił Grace Green Williams w roku 1877, która później urodziła piątkę ich dzieci. W latach 1889–1890 miał kochankę – Kate Lyon. Frederic i Lyon założyli później rodzinę, mieli trójkę dzieci. Kate należała do Stowarzyszenia Chrześcijańskiej Nauki. Harold Frederic umarł 19 października 1898 roku w wieku 43 lat. Jego ciało spoczęło na cmentarzu w Utica.

## Książki
Nowele
- Seth’s Brother’s Wife. New York, London 1887
- The Lawton Girl. New York, London 1890
- In the Valley, a story of 1777. New York, London 1890
- The Return of the O’Mahoney. New York 1892. London 1893.
- The Copperhead. New York 1893
- Marsena. London 1896
- The Damnation of Theron Ware. Chicago 1996. Also called Illumination. London, Leipzig 1896.
- March Hares. London 1896.
- Gloria Mundi. Chicago, New York, London 1898.
- The Market-Place. New York, London 1899

Kolekcje
- ‘The Copperhead’ and Other Stories of the North During the American War. London 1894.
- ‘Marsena’ and Other Stories of the Wartime. New York 1894
- Mrs. Albert Grundy: Observations in Philisia. London, New York 1896
- In the Sixties. 1897
- ‘The Deserter’ and Other Stories: A Book of Two Wars. 1898.
- Harold Frederic’s Stories of York State. 1966.

Fantastyka
- The Young Emperor William II of Germany: A Study in Character Development on a Throne New York, London 1891
- The New Exodus: A Study of Israel in Russia. New York, London 1892.